# نمایشگر هفت قسمتی

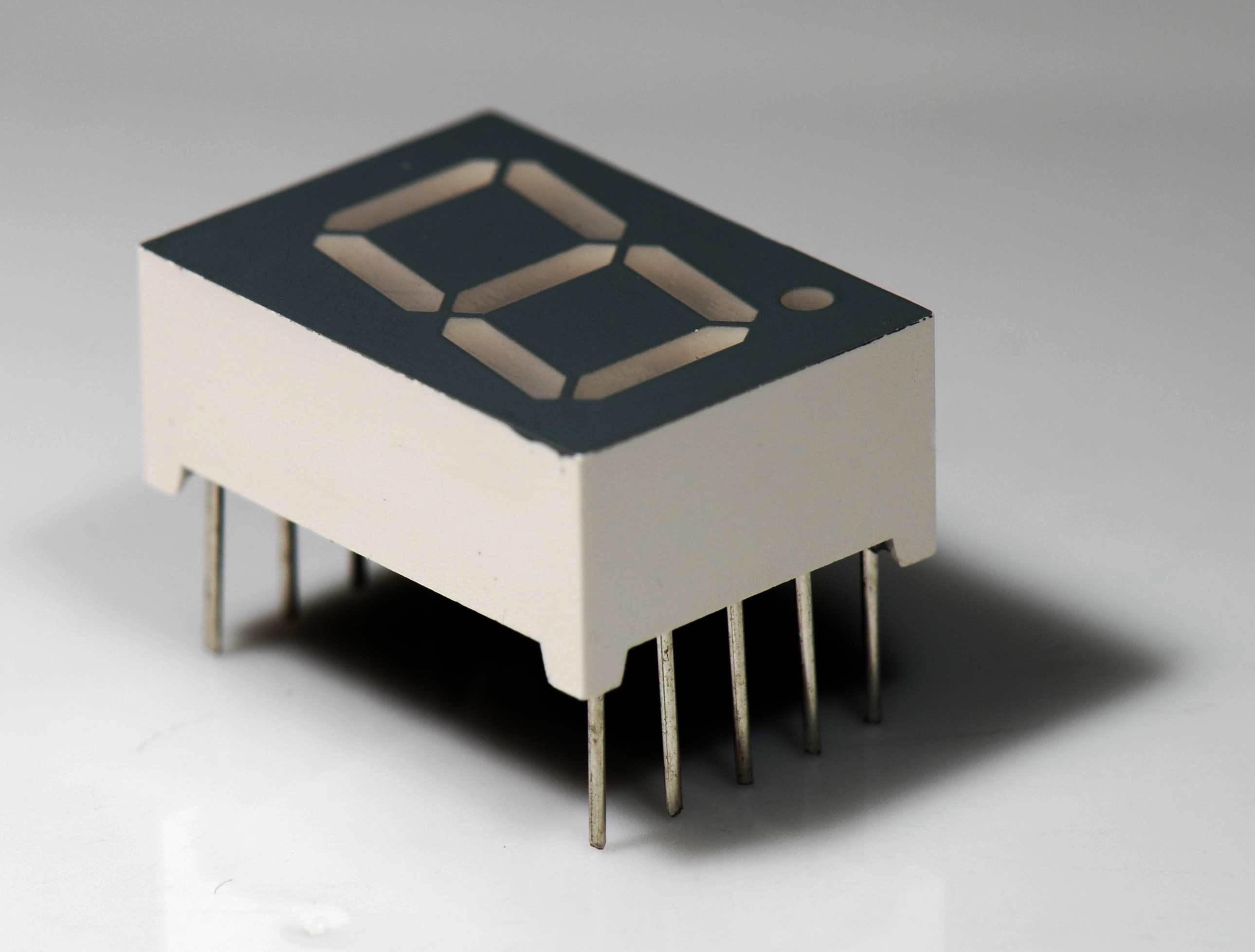
ال‌ئی‌دی با نمایش‌گر هفت قسمتی

نمایشگر هفت قسمتی برای نشان دادن اعداد در ساعت‌های دیجیتالی، چراغ راهنما، ماشین حساب، ترازوی دیجیتالی و… از یک قطعه به نام seven segment یا هفت قسمتی استفاده می‌کنند؛ که اغلب به رنگ سبز و قرمز هستند. این قطعه در واقع یک IC است که دارای هفت LED (دیود نورانی) می‌باشد و روشن یا خاموش بودن این LEDها اعداد را به ما نشان می‌دهد. همان‌طور که در شکل زیر مشاهده می‌کنید اگر هرکدام از این هفت قسمت را با حروف a b c d e f g در جهت عقربه‌های ساعت نام‌گذاری کنیم، آنگاه مثلاً برای نمایش عدد"۱" کافیست که فقط حرفهای b وc روشن بشوند:
اگر شما در ورودی مدار یکی از ارقام ۰تا ۹ را وارد کنید، seven segment عدد شما را به صورت دیجیتالی نمایش می‌دهد. ابتدا معادل دودویی (باینری) عدد خود را به‌دست آورید.
عدد دودویی خود را از راست به چپ به ترتیب با A و B و C و D نام‌گذاری می‌کنیم رقم A، کم ارزش‌ترین ورقم D با ارزش‌ترین رقم است. ما نیاز به یک IC با شماره ۷۴۴۷ داریم. پایه‌های ورودی آن مربوط به قرار دادن معادل دودویی عدد ما است. خروجی‌های ان نیز مانند شکل به ورودی‌های seven segmentمتصل می‌گردند.
پایه‌های A,B،C,D را به چهار سوئیچ متصل می‌کنیم. قرار گرفتن سوئیچ‌ها در وضعیت بالا و پایین، صفر ویک بودن رقم مارا مشخص می‌کند.
IC ۷۴۴۷، یک دیکدر BCD به هفت قسمتی نام دارد این دیکدر یک عدد دهدهی به فرم BCDرا دریافت نموده و کد هفت قسمتی مربوط به آن را تولید می‌کند.
مدارات زیاد دیگری نیز وجود دارند که کارهای مختلفی را انجام می‌دهند. مثلاً مداری که از عدد دلخواهی شروع به شمارش می‌کند ویکی یکی کم می‌کند تا به صفر برسد (تایمر). یا مداری که از صفر شروع به شمارش می‌کند و یکی یکی اضافه می‌کند و دارای کلید شروع و توقف می‌باشد (کرنومتر).